# Stanisław Piotr Getter
Stanisław Piotr Getter (ur. 29 kwietnia 1876 w Warszawie, zm. 16 czerwca 1947 w Krakowie) – polski rzeźbiarz.
Umiejętności plastyczne zaczął zdobywać w zakopiańskiej Szkole Przemysłu Drzewnego, potem uczył się w innych szkołach m.in. cyzelatorstwa, praktykował w firmie odlewniczej Łopieńskich. W 1901 podjął studia rzeźbiarskie w krakowskiej Akademii Sztuk Pięknych
Getter i uczył się tam u Konstantego Laszczki, z przerwą w latach 1909–1914, do 1917. Po studiach żył i pracował w Krakowie. Należał do założycieli Warsztatów Krakowskich, był członkiem Stowarzyszenia Rzeźba. Poślubił malarkę Joannę z d. Seifman.
Specjalizował się w aktach kobiecych i portretach, choć tworzył również dzieła o tematyce religijnej. Rzeźbił w różnych materiałach, w tym w marmurze, gipsie i masach ceramicznych, odlewał też brąz.
Prace Gettera znajdują się w kolekcji Muzeum Narodowego w Krakowie, Muzeum Narodowego w Warszawie oraz Muzeum Łazienki Królewskie w Warszawie